# امپل
امپل (به هلندی: Empel) یک منطقهٔ مسکونی در هلند است که در سرتوخن‌بوس واقع شده‌است. امپل ۵٬۱۶۰ نفر جمعیت دارد.